# Roger Rivière

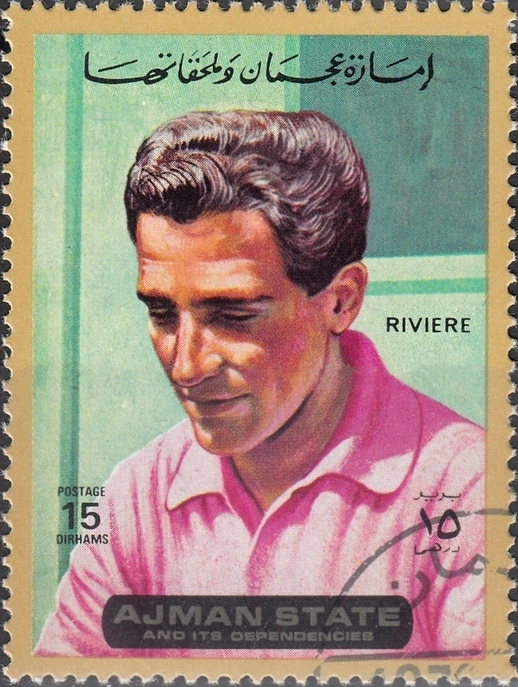

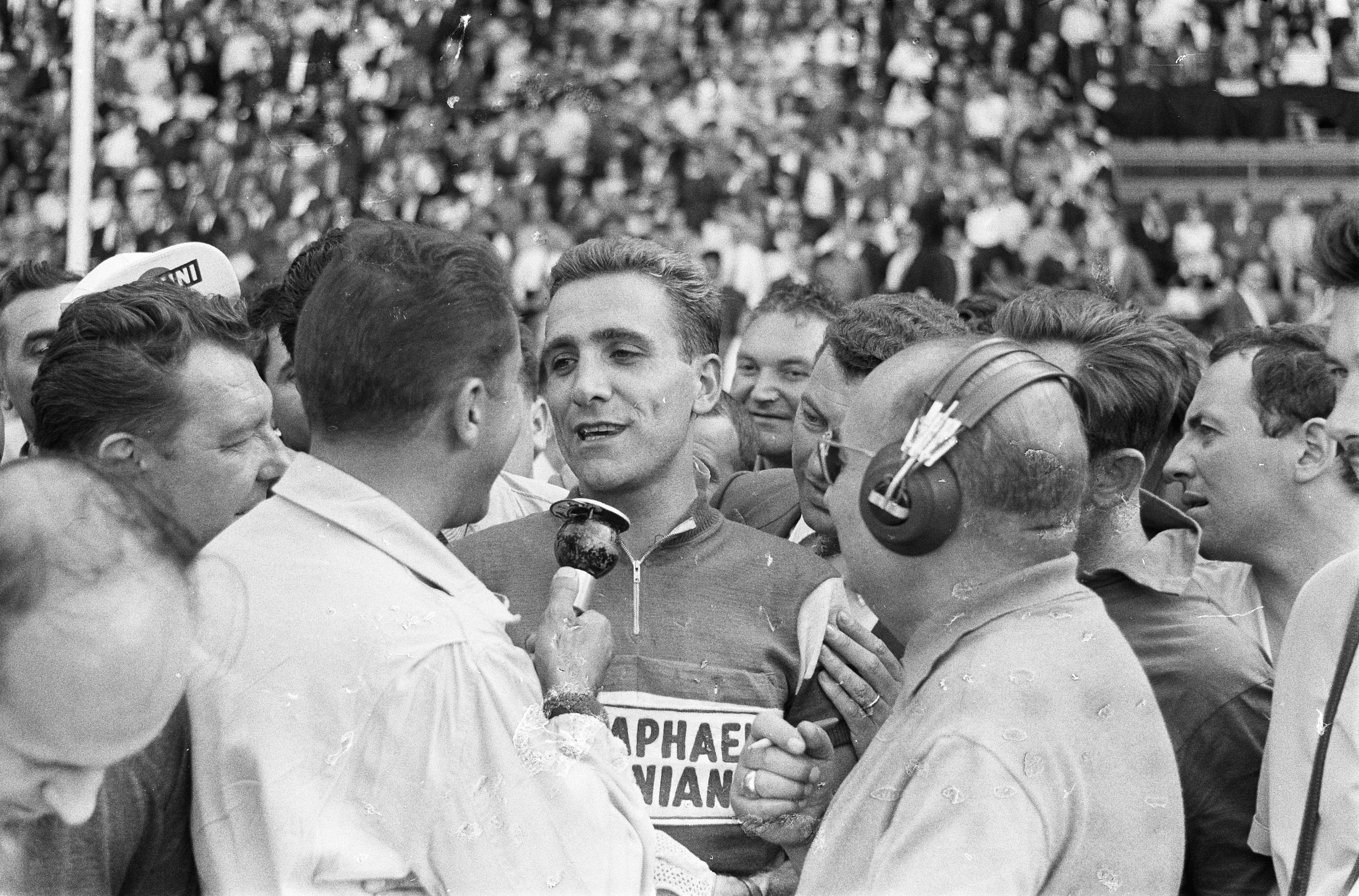
Roger Rivière bei der Tour de France 1960

Roger Rivière (* 23. Februar 1936 in Saint-Étienne; † 1. April 1976 in Saint-Galmier) war ein französischer Radrennfahrer und dreimaliger Weltmeister.

## Radsportkarriere
Roger Rivière galt zu Beginn seiner Karriere als eines der größten französischen Radsporttalente. Mit dem Radsport begann er 1953. Nachdem er mehrfach Rennen auf der Bahn seiner Heimatstadt besucht hatte, wollte er diesen Sport unbedingt selbst ausprobieren und startete in der Klasse der Debütanten. Mit drei Siegen war er in seinem ersten Jahr bereits erfolgreich. 1954 gewann er bereits zehn Siegerschleifen und wandte sich in der folgenden Saison dann stärker den Bahnrennen zu. 1955 schlug er bei den Französischen Meisterschaften im Pariser Prinzenparkstadion in der Einerverfolgung den zwei Jahre älteren Jacques Anquetil. 1957, im Alter von erst 21 Jahren, wurde er Weltmeister in der Einerverfolgung auf der Bahn, nachdem er kurz zuvor zu den Profis übergetreten war. Diesen Titel konnte er in den beiden folgenden Jahren erfolgreich verteidigen. Zweimal stellte er zudem einen Stundenweltrekord auf der Mailänder Vigorelli-Bahn auf: 1957 verbesserte er den alten Rekord von Ercole Baldini aus dem Jahr zuvor um 523 Meter auf 46,923 Kilometer (zudem verbesserte er die Weltrekorde über 10 und 20 Kilometer), zwei Jahre später nochmals auf 47,347 Kilometer. Im selben Jahr wurde er von der Sportzeitung L’Équipe zu Frankreichs Sportler des Jahres („Champion des champions“) gewählt.
Auch auf der Straße war Rivière ein erfolgreicher Rennfahrer: Bereits als Amateur hatte er die Europa-Rundfahrt gewonnen und Etappensiege in anderen Rennen wie der Route de France errungen. Mehrfach errang er Etappensiege bei der Vuelta und der Tour de France. 1955 siegte er im Circuit d’Auvergne. 1956 gewann er die Gesamtwertung der Tour d’Europe. Bei der Tour de France 1959 war die französische Mannschaft intern zerstritten: Rivière und Anquetil belauerten sich derart gegenseitig, dass dem Spanier Federico Bahamontes der Gesamtsieg gelang; die beide haushohen Favoriten Anquetil und Rivière belegten lediglich Platz 3 und 4 hinter einem weiteren Franzosen, Henry Anglade, den niemand auf der Rechnung gehabt hatte. 1959 gewann er das Bergzeitfahren am Mont Faron.

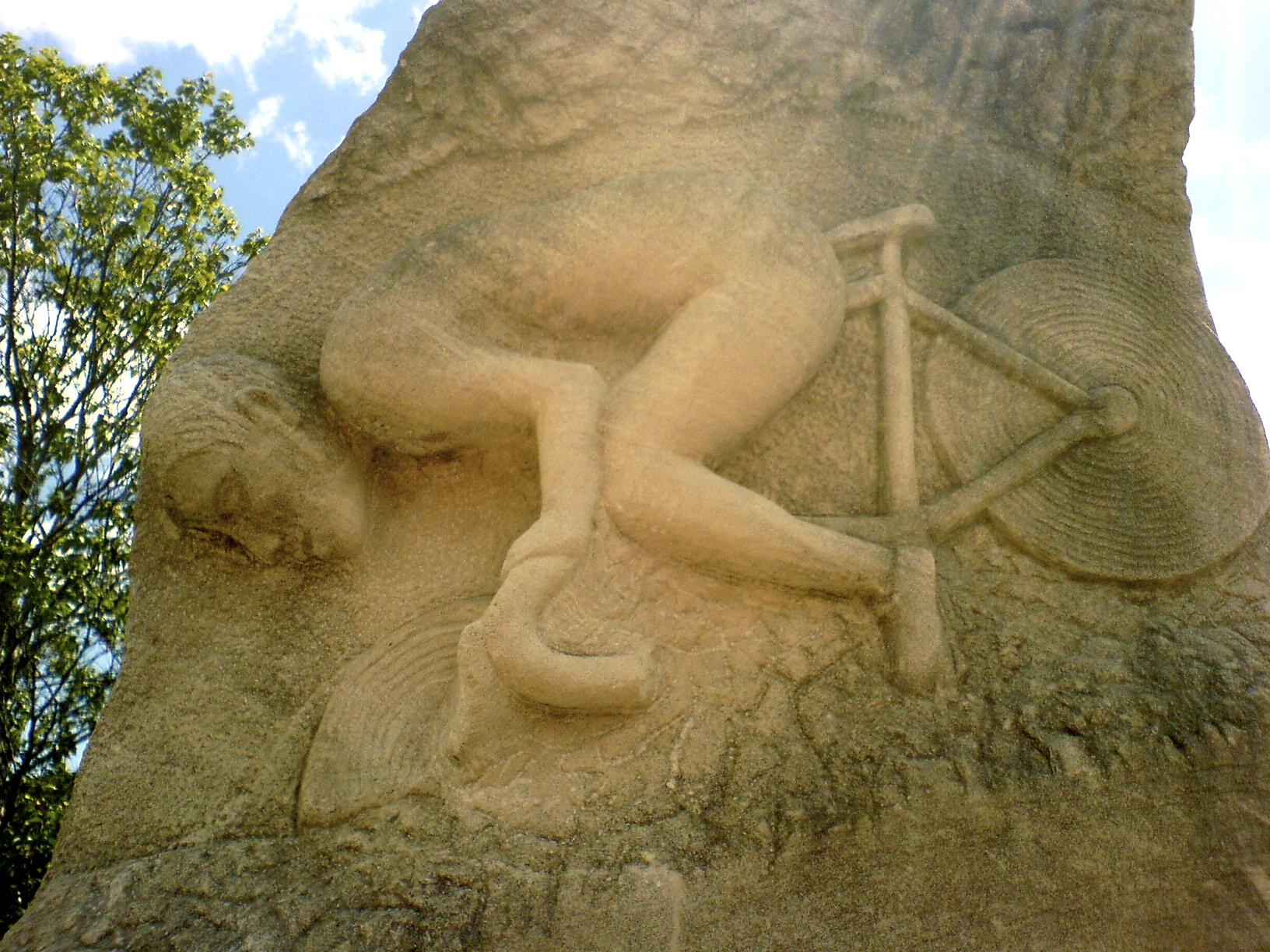
Denkmal zur Erinnerung an den Unfall von Roger Rivière am Col du Perjuret

Ein Jahr später ging Rivière als einziger Favorit ins Rennen – Anquetil war nicht angetreten – und konnte das Einzelzeitfahren sowie zwei Etappen für sich entscheiden. Am 10. Juli 1960 stürzte Rivière auf der 14. Etappe von Millau nach Avignon bei der Abfahrt vom Col du Perjuret in eine 30 Meter tiefe Schlucht und verletzte sich schwer an Kopf und Wirbelsäule. Weil sich in seinen Trikottaschen Medikamente mit verbotenen Substanzen fanden, gab es die Vermutung, dass er durch die Wirkung dieser Mittel in seiner Reaktionsfähigkeit beeinträchtigt gewesen sei; später gab Rivière selbst zu, starke Schmerzmittel genommen zu haben und auch während seiner Rekordfahrt 1958 gedopt gewesen zu sein.
Schon im Jahr 1958 war Rivière beim Sechstagerennen in Paris nach einem Zusammenprall mit Jacques Anquetil und Ferdinando Terruzzi schwer gestürzt und hatte sich das Becken gebrochen, so dass damals befürchtet worden war, er müsse seine Laufbahn beenden.

## Das Leben nach dem Unfall

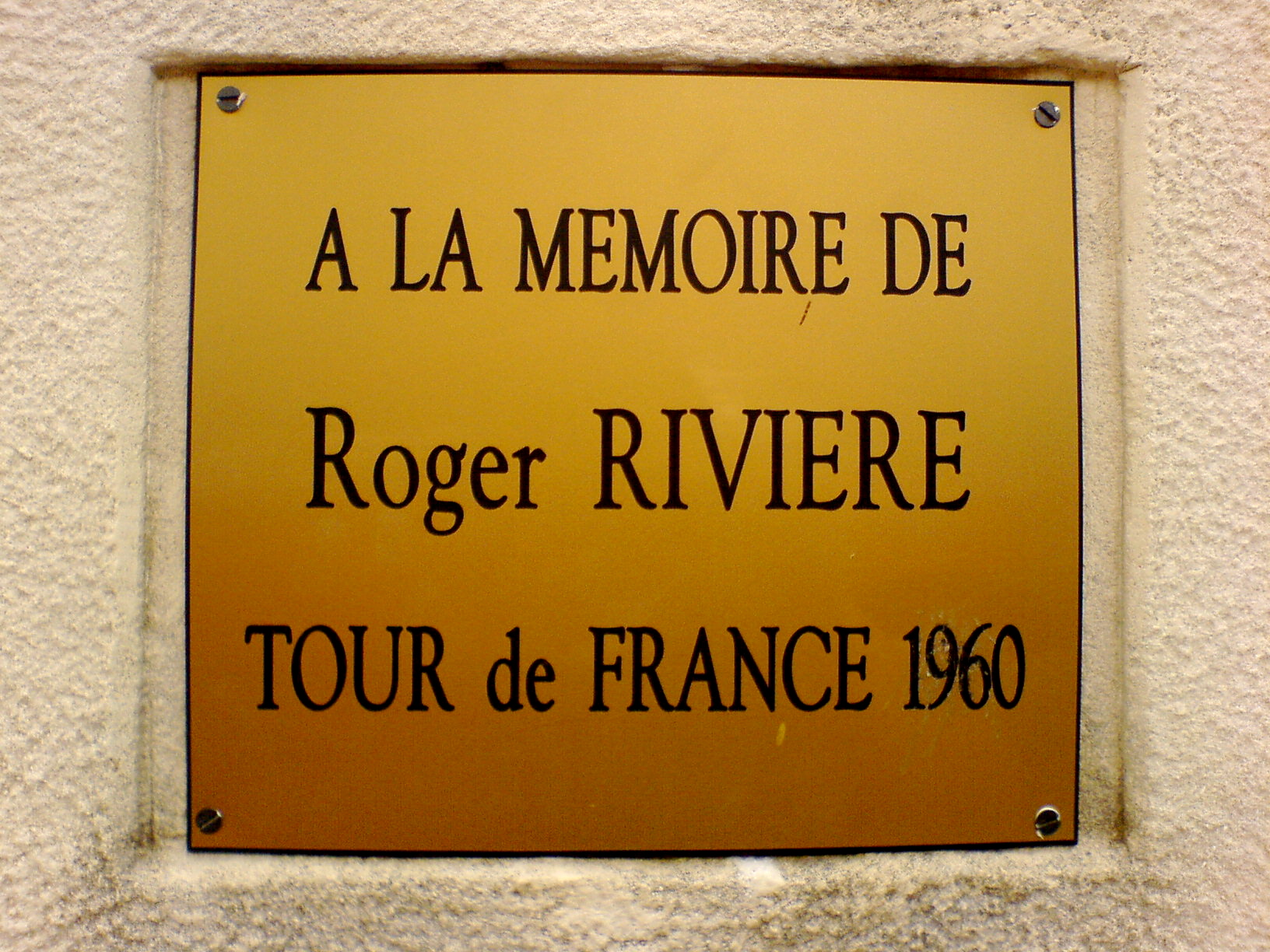
Inschrift am Denkmal für Rivière

Nach dem Unfall war Roger Rivière schwerbehindert, saß im Rollstuhl und wurde drogenabhängig. Zunächst eröffnete er in seiner Heimatstadt Saint-Étienne das Café „Le Vigorelli“, benannt nach der Bahn, auf der er seine Rekorde aufgestellt hatte. Später führte er eine Autowerkstatt sowie einen Zeltplatz.
Roger Rivière starb im Alter von 40 Jahren an Krebs.